# Fox Chase (Pennsylvania)

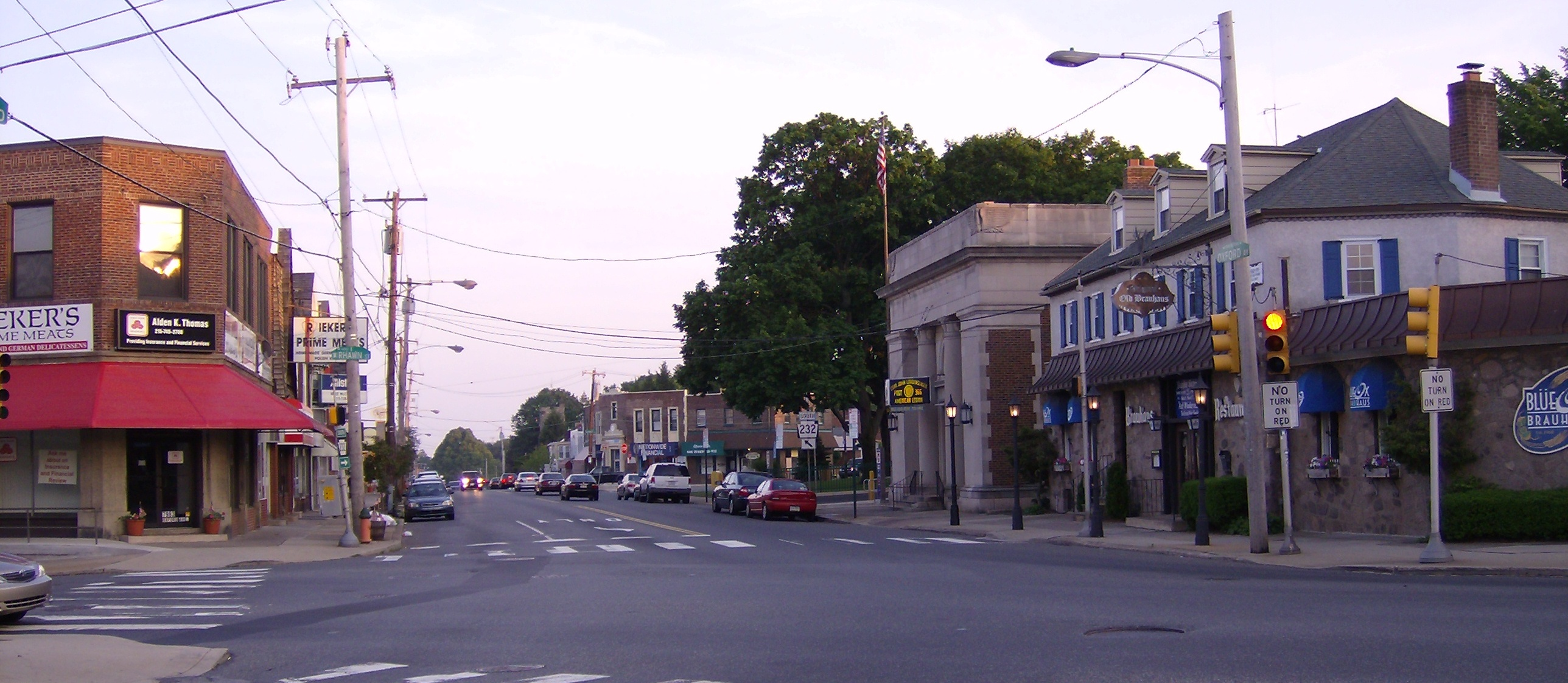
Fox Chase

Fox Chase (deutsch Fuchsjagd) ist ein Stadtviertel im äußersten Nordosten (Far Northeast) von Philadelphia im US-Bundesstaat Pennsylvania.

## Name
Der Stadtteil ist nach einem Gasthaus aus dem Jahr 1705 benannt. Die gleichnamige Bahnstation Fox Chase ist der östliche Endpunkt der Regionalbahnlinie R8 der Southeastern Pennsylvania Transportation Authority (SEPTA).

## Geschichte
Fox Chase war ursprünglich Teil des Lower Dublin Townships, einer ehemaligen Gemeinde im Philadelphia County. Im Jahre 1854 wurde Lower Dublin durch den Act of Consolidation aufgelöst und in die Stadt Philadelphia eingegliedert.
Koordinaten: 40° 5′ N, 75° 5′ W